# Tajocachi
Tajocachi (auch Thajo Cachi oder Tajo Cachi) ist eine Ortschaft auf dem Altiplano des südamerikanischen Anden-Staates Bolivien.

## Lage
Tajocachi ist der größte Ort des Municipio Santiago de Huata in der Provinz Omasuyos im Departamento La Paz. Die Ortschaft liegt auf einer Höhe von 3848 m auf der Achacachi-Halbinsel am Südostufer des Titicacasees.

## Geographie
Tajocachi liegt am östlichen Rand des bolivianischen Hochlandes vor der Cordillera Muñecas, die wiederum ein Teilabschnitt der Cordillera Central ist. Das Klima in der Region leitet sich ab aus der Höhenlage auf dem Altiplano und der Nähe zur großen Wasserfläche des Titicacasees, der die Temperaturschwankungen abmildert.
Die Jahresdurchschnittstemperatur liegt bei 11 °C (siehe Klimadiagramm Achacachi), wobei der Monatsdurchschnitt im kältesten Monat (Juli) mit 8 °C nur wenig von den wärmsten Monaten (November bis März) mit 12 °C abweicht. Das Klima ist arid von Juni bis August mit nur sporadischen Niederschlägen, und es ist humid in den Sommermonaten, vor allem von Dezember bis März, mit Monatsniederschlägen von teilweise mehr als 100 mm. Der Jahresniederschlag liegt bei etwa 600 mm.

## Verkehrsnetz
Tajocachi liegt in einer Entfernung von 106 Straßenkilometern nordwestlich von La Paz, der Hauptstadt des gleichnamigen Departamentos.
Von La Paz führt die asphaltierte Nationalstraße Ruta 2 über El Alto in nordwestlicher Richtung 70 Kilometer bis Huarina, von dort weiter entlang des Ufers des Titicacasees über Huatajata, Chua Cocani und Jankho Amaya zur Straße von Tiquina und weiter nach Copacabana und Khasani. Am Westrand von Jankho Amaya zweigt eine Seitenstraße in nordwestlicher Richtung ab und führt vorbei an Cocotoní entlang der Küstenlinie nach Tajocachi und weiter nach Santiago de Huata.

## Bevölkerung
Die Einwohnerzahl der Ortschaft ist im vergangenen Jahrzehnt um ein Viertel angestiegen:
| Jahr | Einwohner         | Quelle       |
| ---- | ----------------- | ------------ |
| 1992 | keine Detaildaten | Volkszählung |
| 2001 | 435               | Volkszählung |
| 2012 | 599               | Volkszählung |
| 2024 |                   | Volkszählung |

Von der ethnischen Zugehörigkeit her ist die Mehrzahl der Einwohner Aymara, bei der Volkszählung von 2001 sprachen im Municipio Achacachi (zu dem die Ortschaft damals noch gehörte) 94,1 Prozent der Bevölkerung Aymara, während nur 66,5 Prozent der Einwohner Spanisch beherrschten.